# Jesenski ritem (Številka 30)
Jesenski ritem (številka 30) je abstraktna ekspresionistična slika iz leta 1950 ameriškega umetnika Jacksona Pollocka v zbirki Metropolitanskega muzeja umetnosti v New Yorku. Delo je izjemen primer Pollockovega sloga polivanja in kapljanja barve v letih 1947-52 in se pogosto šteje za eno njegovih najbolj opaznih del. Velika velikost pritegne gledalca, ki pogled prenaša po dramatičnih oblikah barve.

## Ustvarjanje
Jesenski ritem je nastal jeseni 1950 v Pollockovem studiu v Springsu v New Yorku kot del skupine slik, ki jih je prvič razstavil v galeriji Betty Parsons novembra in decembra 1951. Pollockova slikarska tehnika, tako kot druge, ustvarjene v tem delu njegove kariere, je vključevala delo na negrundiranem in napetem platnu, položenem na tla njegovega ateljeja, polivanje barve iz pločevink ali uporabo palic, močno obremenjenih krtač in drugih pripomočkov za nadzor toka barve ko jo je kapnil in vrgel na platno. S širino 525,8 cm in višino 266,7 cm je Jesenski ritem med Pollockovimi največjimi slikami.
Ustvarjanje Jesenskega ritma je delno dokumentiral Hans Namuth, ki je leta 1950 več mesecev fotografiral Pollocka pri delu. Po besedah umetnostne zgodovinarke Monice Bohm-Duchen Namuthove fotografije dajejo vpogled v zaporedje, v katerem je Pollock zapolnil platno, in vrstni red, v katerem so bile barve nanesene na delo. Pollock je začel s slikanjem desne tretjine platna, položil niz tankih črnih linij in nato dodal druge barve barve (večinoma rjave in bele, z majhno količino modro modre barve - barve spominjajo na jesen oziroma na drevesa v jesenskem viharju) z uporabo več metod kapljanja in polivanja, da bi ustvaril različne vrste linij in lužkastih površin barve, dokler odsek ni začel spominjati na končno stanje. Nato je z istim postopkom prešel na sredinski del in na koncu na levi del. Ves čas nastajanja dela je slikal z vseh strani platna. Uporabil je emajlno gospodinjsko barvo, ker tradicionalne oljne barve niso bile dovolj tekoče.

## Naslov in razstava
Pollock je sliki dal naslov Številka 30 in pod tem imenom je bila razstavljena v galeriji Betty Parsons leta 1951 in v Muzeju moderne umetnosti kot del razstave 15 Američanov leta 1952. Od leta 1947 do 1952 je Pollock svojim delom dajal številke namesto naslovov, da ne bi motil gledalcev z impliciranimi pomeni. Zdi se, da oštevilčeni naslovi ne ustrezajo zaporedju, v katerem so bila dela narejena. Ko je bila slika prikazana v galeriji Sidney Janis leta 1955, je nosila naslov Autumn Rhythm (Jesenski ritem) brez sklicevanja na številko. Pollock ni zapisal, zakaj je spremenil naslov slike; umetnostni zgodovinar Timothy J. Clark verjame, da je bil Jesenski ritem Pollockov lastni naslov, v nasprotju z nekaterimi drugimi deli tega obdobja, ki so prejela predloge naslovov od Pollockovega prijatelja, kritika Clementa Greenberga. Leta 1957 je Metropolitanski muzej umetnosti pridobil sliko iz Pollockove zapuščine za 20.000 $ plus prodajo dela, ki je že bilo v zbirki Met, številka 17, 1951. Kustos Meta Robert Beverly Hale je predlagal in nadzoroval nakup.[10] Od takrat je bilo delo na splošno razstavljeno kot Jesenski ritem (številka 30).

## Zapuščina
Raziskovalci, ki preučujejo osnovno fraktalno geometrijo Pollockovega dela, so ocenili fraktalno dimenzijo vzorcev kapljanja v Jesenskem ritmu na 1,67.

## Druga literatura
Sledi razširjena razprava o Jesenskem ritmu.
- Geldzahler, Henry (1965). American Painting in the Twentieth Century (v angleščini). New York: Metropolitan Museum of Art. OCLC 878548108.
- Rubin, William (Marec 1967). »Jackson Pollock and the Modern Tradition, Part II«. Artforum. 5 (7): 28–37. ISSN 0004-3532.
- Johnson, Ellen H. (1995). "Jackson Pollock and Nature" in Modern Art and the Object: A Century of Changing Attitudes. New York: Icon Editions. ISBN 0064302261.
- Varnedoe, Kirk, with Karmel, Pepe (1998). Jackson Pollock (exhibition catalogue). New York: Abrams. ISBN 9780810961937.